# Будинок Масалітіної
Будинок Масалітіної (рос. Дом Масалитиной; інша назва — Прибутковий будинок Ворожеіна, рос. Доходный дом Ворожеина) — будівля в Ростові-на-Дону, розташоване на перехресті Великої Садової вулиці і Кіровського проспекту. Побудована в 1890 році за проектом архітектора Г. Н. Васильєва в дусі еклектики. На початку XX століття будинок належав купчисі П. К. Масалітіної. В даний час будівля займає ресторан «Нью-Йорк». Будинок Масалітіної має статус об'єкта культурної спадщини регіонального значення.

## Історія
Прибутковий будинок К. А. Ворожеина був побудований в 1890 році за проектом архітектора Г. Н. Васильєва. За даними на 1913—1914 роки будинок належав П. К. Масалітіної. У ньому розміщувалися: галантерейний магазин X. Мермелиштейн, фабрика з виробництва халви Н. М. Масалітіна, ковбасна фабрика Бейтлан і Кюнцельм, конвертна фабрика Н. I. Кравченко, годинниковий магазин Ф. Волошинової, товариство під фірмою Вейденбах.
У 1920-ті роки після приходу радянської влади будинок був націоналізований. На другому поверсі розмістилися житлові квартири. Під час Німецько-радянської війни був втрачений кутовий купол. Після закінчення війни його відновили в спрощених формах. У 1950-х роках перший поверх будівлі займали: «Перукарня», магазин «Кондитерські вироби», «Пивна».
У 1990-2000-ті роки у будівлі кілька разів змінювався власник, і кожен з них вносив зміни у вигляд будівлі. На початку 2010-х років проводився ремонт будівлі. Будівельники відхилилися від проекту, в результаті чого будівля поміняло первісну кольорову гаму: перший поверх виявився пофарбований у зелений колір. 28 вересня 2013 року в будівлі сталася пожежа.

## Архітектура

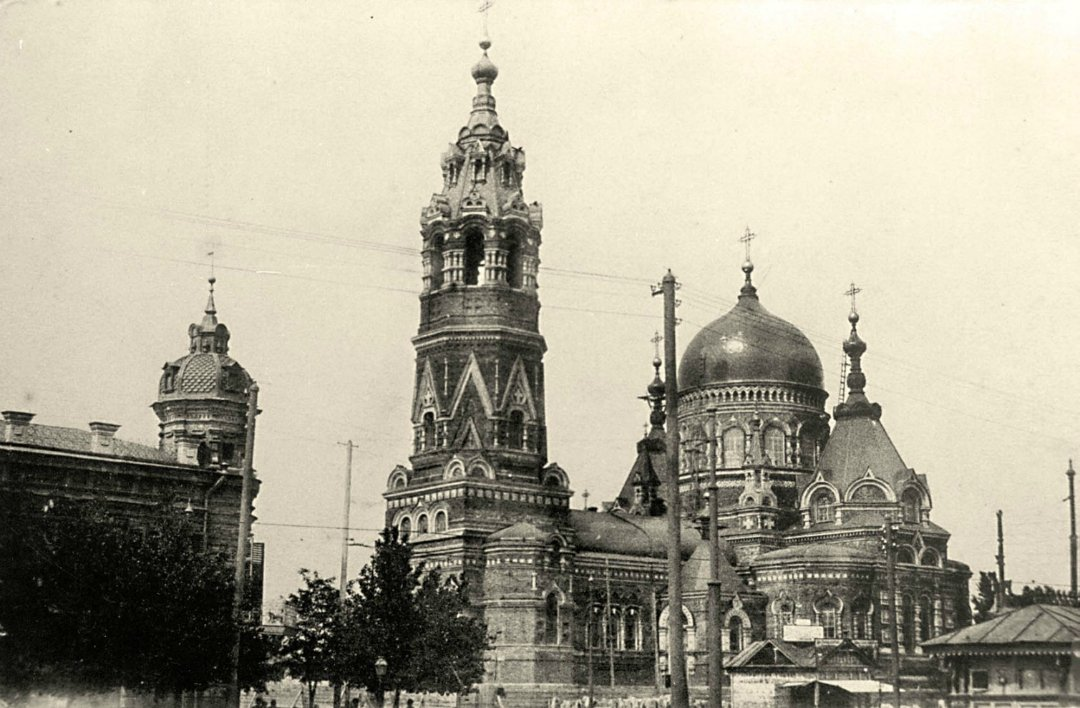
Ново-Покровська церква (праворуч) і будинок Масалітіної (ліворуч) на старій фотографії

Особняк займає торець кварталу на перетині Великої Садової вулиці і Кіровського проспекту. Будівля цегляна двоповерхова з многоскатной дахом. Споруда має прямокутну конфігурацію в плані, і коридорну систему планування.
Будинок Масалітіної побудований у дусі еклектики, в його архітектурі та оформленні поєднуються елементи бароко та класицизму. Композиційним ядром особняка є бельведер з куполом і шпилем в кутовій частині. Спочатку купол мав більш пишне оформлення: він був покритий «лусочками», а з боків знаходилися чотири слухових вікна. Купол завершується восьмигранним об'ємом, прикрашених барельєфами у вигляді ваз. Над цим об'ємом височів шпиль з кулею.
Фасади будівлі прикрашає цегляний декор. Перший поверх рустований. Основні входи виділені ризалітами, завершеними аттиками складної конфігурації. Віконні отвори оформлені профільованими лиштвами, сандриками та підвіконними нішами. Серед декоративних елементів будівлі: міжповерхових тяга, декоративні кронштейни, фриз, профільований карниз, пілястри.